# Figari
Figari település Franciaországban, Corse-du-Sud megyében. Lakosainak száma 1742 fő (2022. január 1.). Figari Bonifacio, Levie, Pianottoli-Caldarello és Sotta községekkel határos.

## Népesség
A település népességének változása:
| Lakosok száma | 701  | 1022 | 914  | 1117 | 1462 | 1446 | 1446 | 1466 | 1559 | 1742 |
|               | 1968 | 1982 | 1990 | 2006 | 2013 | 2015 | 2017 | 2019 | 2020 | 2022 |